# Matthiola trojana
Matthiola trojana är en korsblommig växtart som beskrevs av T. Dirmenci, F. Satil och G. Tumen. Matthiola trojana ingår i släktet lövkojor, och familjen korsblommiga växter. Inga underarter finns listade i Catalogue of Life.